# How I'm Comin'
"How I'm Comin'" é uma canção de LL Cool J, lançada como o primeiro single de seu terceiro álbum, 14 Shots to the Dome. Foi lançada em 15 de Fevereiro de 1993 pela Def Jam Recordings e apresentou produção de Marley Marl, QDIII e LL Cool J. A bateria da canção é sampleada de "The Humpty Dance", do Digital Underground.
"How I'm Comin'" provou ser um pequeno sucesso, chegando ao número 1 na parada Bilboard Rap Tracks, e 57 na Billboard Hot 100.

## Lista de faixas

### Lado-A
1. "How I'm Comin'" (LP Version)- 5:04
2. "How I'm Comin'" (Instrumental)- 52

### Lado-B
1. "Buckin' Em Down" (LP Version)- 4:04
2. "Buckin' Em Down" (Instrumental)- 4:04